# Pietro Alessandro Giustini
Pietro Alessandro Giustini (Amelia, 26 luglio 1939 – Roma, 23 settembre 2007) è stato uno storico della scienza italiano.

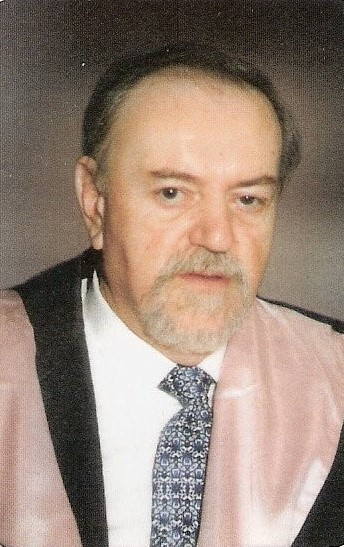
Prof. Pietro Alessandro Giustini

Si laurea nel 1964, sotto la direzione della Prof.ssa Rivetti Barbò, con una tesi sui fondamenti del calcolo della probabilità e l’induzione.  Negli anni ‘70 prima lavora al CNR e in seguito si perfeziona in discipline matematiche presso il Centro Matematico Interdisciplinare dell’Accademia Nazionale dei Lincei. Frequenta i seminari dell'Istituto Italiano di Studi filosofici di Napoli e tiene corsi e seminari sia per i docenti di matematica su “I fondamenti della logica” presso il Centro Didattico di Latina, per conto del Ministero della Difesa e dello Stato Maggiore dell’Esercito Italiano.
Membro del comitato di redazione di “Medicina nei secoli” , di “Cultura e libri”  e membro del Comitato Consultivo del CUN (gruppo 11) Giustini svolgerà la sua attività didattica in diversi Atenei: Perugia, Sassari, Napoli, Roma.
Proprio a Roma svolge un ruolo importante nella Mathesis (sezione romana), di cui è presidente negli anni 1994-1996 e per cui produrrà interessanti approfondimenti su temi come le proprietà dell’ellisse e la formula di Stirling. Negli ultimi anni di vita tiene presso la Pontificia Università Lateranense i corsi di Storia del Pensiero scientifico I, Storia del Pensiero scientifico II, La questione galileana e Istituzioni di matematica.

## Opere
- Da Euclide ad Hilbert Roma, Bulzoni, 1974
- I trent’anni che rivoluzionarono la fisica Roma, Ed. Elia, 1975
- Da Leonardo a Leibniz Milano, Trevisini, 1976
- Sidereus Nuncius Roma, Goliardica Edizioni, 1978 (ristampa a cura di F. Marcacci, introduzione di M. Camerota, Città del Vaticano, Lateran University Press, 2009)[2]
- La relatività Roma, Goliardica Edizioni, 1981
- L’astronomia di Galileo Brescia, La Scuola Edizioni, 1984
- Il mondo fisico 3 (con V. Bacciarelli), Milano, Trevisini, 1989
- Dall’epiciclo ai quark 3 voll. (con V. Bacciarelli), Milano, Trevisini, 1990